# Tsalkareservoaren
Tsalkareservoaren (georgiska: წალკის წყალსაცავი, Tsalkis tsqalsatsavi) är en reservoar i Georgien, i floden Chrami. Den ligger i den centrala delen av landet, 70 km väster om huvudstaden Tbilisi. Vid reservoaren ligger bland annat distriktshuvudorten Tsalka.
Tsalkareservoaren ligger 1 505 meter över havet. Arean är 22,0 kvadratkilometer. Den sträcker sig 3,8 kilometer i nord-sydlig riktning, och 9,7 kilometer i öst-västlig riktning. Trakten runt Tsalkareservoaren består till största delen av jordbruksmark.